# Landesregierung Niessl III
Die Landesregierung Niessl III bildet die Burgenländische Landesregierung von der Wahl durch den Burgenländischen Landtag in der XX. Gesetzgebungsperiode am 24. Juni 2010 bis zur Angelobung der Landesregierung Niessl IV am 9. Juli 2015. 
Werner Falb-Meixner trat am 30. April 2011 nach Bestätigung seines Urteils wegen Amtsmissbrauchs durch den Obersten Gerichtshof von seinem Amt als Agrar-Landesrat zurück. Sein Nachfolger wurde ab 11. Mai 2011 Andreas Liegenfeld.

## Wahl der Regierungsmitglieder
Bei der Wahl der Regierungsmitglieder im Burgenländischen Landtag am 24. Juni 2010 wurden die Regierungsmitglieder nicht einzeln gewählt, vielmehr kam ein gemeinsamer Wahlvorschlag im Landtag zur Abstimmung. Bei der durchgeführten Wahl wurden 36 Stimmen abgegeben, wobei alle Stimmen gültig waren. 31 Stimmen lauteten auf „Ja“ und unterstützten den gemeinsamen Wahlvorschlag, 5 Stimmen lauten auf „Nein“ und lehnten diesen ab, wobei die SPÖ-ÖVP-Koalition über genau 31 Stimmen verfügte.

## Regierungsmitglieder
| Amt                                                     | Name                | Partei | Zuständigkeitsbereiche |
| ------------------------------------------------------- | ------------------- | ------ | --- |
| Landeshauptmann                                         | Hans Niessl         | SPÖ    | Landesverwaltung, Personal, Europäische Integration und grenzüberschreitende Zusammenarbeit, Koordination (z. B. Verkehr und Landesverteidigung), Wohnbauförderung, Raumplanung, Sport |
| Landeshauptmann-Stellvertreter                          | Franz Steindl       | ÖVP    | Gemeinden, Staatsbürgerschaften, Landesfeuerwehrverband, Katastrophenschutz, Wirtschaft, Jugend, Baurecht, Gewerberecht, Energierecht |
| Landesrat                                               | Andreas Liegenfeld  | ÖVP    | Land- und Forstwirtschaft, Veterinärangelegenheiten – Tierschutz, Landwirtschaftliche Fachschulen, Jagdwesen, Wasser- und Abfallwirtschaft, Natur- und Umweltschutz, Güterwegebau, Ländliche Neuordnung |
| Landesrat                                               | Helmut Bieler       | SPÖ    | Finanzen, Kunst und Kultur, Wissenschaft und Bildung, Straßenbau, Landeshochbau |
| Landesrätin                                             | Verena Dunst        | SPÖ    | Grundsatzangelegenheiten der Frauenpolitik und spezifische Frauenförderung, Familienpolitische Angelegenheiten, Jugendschutz, Maschinen- und Elektrizitätswesen sowie Fahrzeug- und Heizungswesen, Lärmbekämpfung und Luftreinhaltung, Strahlenschutz und Chemikalienwesen, Schuldnerberatung, Konsumentenschutz und Preisüberwachung, Dorferneuerung                                                   |
| Landesrätin                                             | Michaela Resetar    | ÖVP    | Veranstaltungswesen, Lichtspielwesen, Erschließung und Nutzung von Bodenschätzen, Wasserrecht, Kraftfahrwesen, Kraftfahrlinien, Straßenpolizei, Straßenverwaltungsrecht, Eisenbahnwesen, Schifffahrtsrecht, Zivilluftfahrt, diverse Rechtliche Angelegenheiten, Berufsschulen, allgemeinbildende Pflichtschulen, Angelegenheiten des Tourismus, Kindergärten, Kinderkrippen, Tagesheimstätten und Horte |
| Landesrat                                               | Peter Rezar         | SPÖ    | Krankenanstalten, Gesundheit, Lebensmittelaufsicht, Soziales, Altenwohn- und Pflegeheime, Hauskrankenpflege/Soziale Dienste, Jugendwohlfahrt, Arbeitnehmerförderung |
| Vorzeitig ausgeschiedene Mitglieder der Landesregierung |                     |        | |
| Landesrat                                               | Werner Falb-Meixner | ÖVP    | Land- und Forstwirtschaft, Veterinärangelegenheiten – Tierschutz, Landwirtschaftliche Fachschulen, Jagdwesen, Wasser- und Abfallwirtschaft, Natur- und Umweltschutz, Güterwegebau, Ländliche Neuordnung |